# Ditte Wessels
Ditte Wessels (Amsterdam, 28 juli 1937) is een Nederlands kunstenaar. Samen met haar levenspartner Marian Bakker, nam zij deel aan de internationale reizende tentoonstelling "Lesbian ConneXions" en vele andere exposities, met als doel lesbische vrouwen en het lesbisch zijn zichtbaar te maken. Het centrale thema in haar fotografisch werk is de zoektocht naar haar eigen (lesbische) identiteit in voornamelijk zelfportretten.

## Biografie
Wessels werd in 1937 geboren als de oudste van vier kinderen en groeide op tijdens de Tweede Wereldoorlog. Vanwege de oorlog verhuisde ze tijdens haar jeugd van Amsterdam naar Santpoort, terug naar Amsterdam, en tijdens de hongerwinter naar kennissen in Limmen. Na de oorlog keerde de familie Wessels terug naar Santpoort, haar vader werkte op het kantoor van de scheepvaartvereniging Noord in Amsterdam.
In haar jeugd was zij betrokken bij de Vrijzinnige Christelijke Jeugd Centrale (VCJC). In een interview vertelde zij dat ze zich als kind al anders voelde en liever een jongetje wilde zijn. Vanaf haar vijftiende ging Wessels naar de HBS in Haarlem waarna ze maatschappelijk werk ging studeren aan de Sociale academie in Amsterdam.
Aan het einde van haar opleiding aan de Sociale Academie ging Wessels stage lopen bij kindertehuis Ellinchem te Ellecom in Gelderland. Ze bleef daar ongeveer 15 jaar werken. In het oral history-interview vertelt ze over haar werk bij Ellinchem en haar eerste relatie met een vrouw. Wessels vertelde over de (conversie-)therapie (therapie met als doel haar seksuele gerichtheid te veranderen) die ze naar aanleiding van deze relatie volgt. Later begint Wessels in deeltijd bij de Sociale Academie Amsterdam werken waar ze haar seksuele voorkeur niet hoefde te verbergen.
Vanaf 1975 werkte Wessels voltijds in Amsterdam en vanaf 1978 op de Kopse Hof in Nijmegen. In Nijmegen raakt ze betrokken bij de vrouwenbeweging. Wessels stopt uiteindelijk met lesgeven en volgde alsnog vanaf 1984 een avondstudie bij de kunstenaarsopleiding aan de Hogeschool voor de Kunsten, in Arnhem, waar zij zich toelegde op fotografie. Ze studeerde in 1989 af.
In februari 1990 deed zij met haar werk mee aan de tentoonstelling 'De flanerende blik', een expositie van lesbische kunstenaars. Daar ontmoette zij haar latere levenspartner, de fotografe Marian Bakker. Samen hebben zij veel geëxposeerd. Afwisselend woonden zij in Amsterdam en Arnhem. Na een latrelatie van twintig jaar gingen ze in 2009 gaan samenwonen in Arnhem.

## Werk
Centraal thema in het werk van Ditte Wessels is de speurtocht naar haar eigen identiteit. Vragen als: "In hoeverre is er sprake van een lesbische identiteit?" en: "Bestaat lesbische kunst?" spelen een rol. Ze maakt onherkenbaar vermomde, gemaskerde maar ook kwetsbare zelfportretten. Een van haar eerste kunstprojecten was voor de expositie 'De flanerende blik' van lesbische kunstenaars in de Melkweg in Amsterdam.
Wessels exposeerde vooral in homo- en lesbische kringen, zoals bij de grote internationale foto-expositie "Lesbian ConneXions" en alleen of samen met haar partner Marian Bakker tijdens tentoonstellingen in Villa Lila, Nijmegen en op lesbische festivals en in galerieën in Brussel, Parijs en Berlijn. O.a. tijdens de Lesbenwoche in Berlijn (1990), in galerie Silberblick in Berlijn (1995) en in galerie Artemys in Brussel (1999). Samen met Bakker organiseert Wessels in de jaren daarna veel projecten waaronder de internationale foto-expositie "Lesbian ConneXions", voor het eerst georganiseerd in Amsterdam tijdens de Gay Games in 1998. Er deden 56 fotografes mee uit 16 Europese landen waaronder 16 uit Nederland.
Met "Lesbian ConneXions" reisden Wessels en Bakker naar verschillende landen in Europa, in het voormalige Joegoslavië en de Balkan. Zij werkten samen met lokale lesbische organisaties. Tijdens de expositie gaven zij fotoworkshops waarbij de belangrijkste thema’s lesbische identiteit en zichtbaarheid waren.

## Publicaties en media
- Oog voor vrouwen, tentoonstelling van Marian Bakker (en Ditte Wessels).[6]
- 'Marian Bakker en Ditte Wessels: zichtbaarheid en emancipatie altijd voorop' (2019)[7]
- Expositie Queering Art. Maas Artist residence.[8]
- Lesbian Connexion/s - Gallery[9]
- Lesbische vrouwenbeweging - Ditte Wessels - oral history interview; interviewer: Stam, Dineke; tijdsperiode: 1937-2016, 20e eeuw, 21e eeuw - opnamedatum: 30/03/2016, Arnhem, duur: 04:51:14